# リーディング・コンペティティブ・カントリー
リーディング・コンペティティブ・カントリー（Leading Competitive Countries) は、コスト競争力の高い新興国（中華人民共和国、アセアン諸国、メキシコ、東欧など）のこと。
英語の頭文字からLCCと記すこともある。これらの国から設備・部品・機械・サービスを調達し原価低減を行うのが最近の流れである。
| サブスタブ | この項目は、まだ閲覧者の調べものの参照としては役立たない、書きかけの項目です。この項目を加筆・訂正などしてくださる協力者を求めています。このテンプレートは分野別のサブスタブテンプレートやスタブテンプレート（Wikipedia:分野別のスタブテンプレート参照）に変更することが望まれています。 |